# Phil Bardsley
Phillip Anthony Bardsley (født 28. juni 1985 er en engelsk/skotsk fodboldspiller der i øjeblikket spiller for Burnley.

## Klubkarriere

### Manchester United & lejeopholdene
Han blev født i Salford i England. Han startede med at spille fodbold som 9-årig i Manchester United. I 2003 kom han op på reserveholdet, men han blev hurtigt lånt ud til Royal Antwerp (2004). I 2005 nåede han at spille de fleste af de kampe, han fik spillet for Manchester Uniteds førstehold. Det gjorde han fordi han blev udlejet i 2006 til 2008 til Burnley, Rangers og Aston Villa og Sheffield United.

### Sunderland
Den 22. januar 2008 blev det bekræftet, at Bardsley skiftede til Sunderland. Han kostede klubben £850,000, og skrev under på en tre-årig kontrakt. Den 29. januar 2008 fik han sin debut for klubben i 2-0 sejren mod Birmingham City.

### Stoke City
Den 1. juli 2014 skiftede Bardsley til Stoke City.

## Landshold
Bardsley har (pr. april 2018) spillet 13 kampe for Skotlands landshold. Den 11. oktober 2010 fik Bardsley sin debut for landsholdet i den overraskende 3-2 sejr mod Spanien. Han kom på banen i stedet for skadede Alan Hutton.